# 双江谷精草
双江谷精草（学名：Eriocaulon acutibracteatum），为谷精草科谷精草属下的一个植物种。